# Такі красиві люди
«Такі красиві люди» — український художній фільм 2013 року, дебютна повнометражна робота Дмитра Мойсеєва, знята на київській кіностудії Довженка.
Прем'єра відбулася в основній конкурсній програмі 43 Міжнародного кінофестивалю «Молодість». Фільм брав участь у кінофестивалях в Італії, Польщі, Вірменії, США.
На широкі екрани вийшов 24 вересня 2014 року. Прокат фільму відбувся в 20 містах України.

## Синопсис
Фільм — історія чотирьох людей, які втекли на край світу. Кожен їх день сповнений теплом, добром і любов'ю, що і робить їх красивими. Вони рибалять, влаштовують домашні спектаклі, читають японську літературу. Утім, є дещо, чого бракує у цій ідилії.

## Сюжет
Холодне сонце, вітер, море, риба…
Дві подруги, Марта та Люба, втікаючи від метушні великого міста, оселились на березі моря якнайдалі від людей. Із Любою її щаслива родина: добрий, дивакуватий чоловік та восьмирічний син. У Марти — невдалий досвід у шлюбі, успіхи в рибальстві, піаніно та самотність. Разом вони влаштовують домашні вистави, читають вірші та слухають музику. Проте Марті не вистачає справжнього тепла. Так в її житті з'являється Іван, невдаха-письменник, якому належить вирішити, чи вартий він сильних почуттів та чи зможе він ще покохати.
Фільм «Такі красиві люди» схожий на японське хоку, що простими засобами передає сутність людського існування та яскравість почуттів.

## У ролях
- Поліна Войневич — Марта
- Костянтин Данилюк — Іван
- Алла Бінєєва — Люба
- Олег Стефан — Кирило
- Станіслав Глушко — Славік
- Михайло Савченко — роль другого плану
- Михайло Жонін — роль другого плану
- Олександр Ярема — роль другого плану
- Василь Стьопкін — роль другого плану
- Михайло Ігнатов — епізод
- Олена Каплан — епізод
- Жанна Богдевич — епізод
- Олександр Моргацький — епізод
- Дмитро Мойсеєв — епізод
- Олексій Балашов — епізод

## Творча група
- Автор сценарію і режисер-постановник: Дмитро Мойсеєв
- Оператор-постановник: Сергій Тартишніков
- Художник-постановник: Олексій Балашов
- Композитор: Шалигін Максим
- Звукорежисер: Анатолій Іванюк
- Монтажер: Олександр Новицький
- Художник по костюмах: Валентина Горлань
- Художник-гример: Інга Новікова
- Декорації: Віктор Харкевич
- Кінорежисери: Катерина Берегуленко, Пилип Косинський
- Асистент кінооператора: Віталій Басс
- Звукооператор: Микола Рогалевич
- Музичний редактор: Володимир Гронський
- Музика звучить у виконанні:
  - Струнного оркестру та камерно-інструментального ансамблю, диригент — Міхеїл Менабде
  - Ансамблю «Джаз-тріо»
- Продюсер: Ігор Ставчанський
- Художній керівник: Роман Балаян
- Директори картини: Світлана Петрова, Тетяна Гуцкало, Ірина Шавірська
- У фільмі використано вірш Івана Драча «Крила»

## Виробництво

### Фільмування
Фільм знімали в Івано-Франківську, Криму (Феодосія), Генічеську та Києві. Зйомки у Генічеську відбувалися на березі Азовського моря на Арабатській стрілці.

### Кошторис
Кошторис фільму склав 6 мільйонів гривень. Фільм повністю профінансувало Держкіно України.